# Johann Hermann Holler

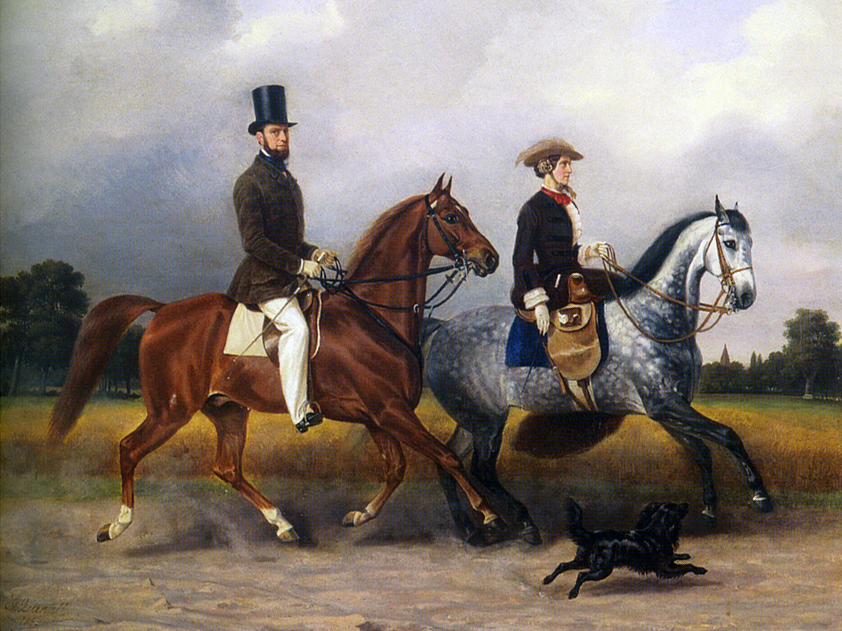
Johann Hermann Holler und seine Ehefrau Emma Sophie beim Austritt. Ölgemälde von Gustav Quentell, 1853.

Johann Hermann Holler (* 7. August 1818 in Bremen; † 31. Dezember 1868 in Bremen) war ein Kaufmann und Förderer des Bremer Bürgerparks.

## Biografie
Holler war der zweite Sohn des Gutsverwalters Melchior Holler in Bremen-Hastedt, der später auch als Zolleinnehmer in Warturm registriert wurde. Die alte Bremer Familie war schon im 15. Jahrhundert in Bremen ansässig und brachte u. a. den Bürgermeister Johann Holler (1674–1742), die Senatoren Melchior Holler (1708–1761) und Johann Holler (1745–1796) sowie den Eltermann Cord Holler (1584 Ratsherr) hervor. Holler war auch mit Bürgermeister Johann Smidt verwandt.
Holler besuchte die Vorschule und die Handelsschule in Bremen. Als 1828 sein Vater starb, wurden sein Onkel Johann Holler und der älteste Sohn von Johann Smidt seine Vormünder. Es wird vermutet, dass er auch im Hause Smidt aufwuchs. Er begann 1834 seine Kaufmannslehre in der Importfirma J. und G. Höpken und blieb in der Firma bis 1843. Im Jahr 1844 heiratete er und nach dem frühen Tod seiner Frau erneut im Jahr 1848. 

### Kaufmann und Politiker
1844 wurde er Teilhaber einer Kaffee- und Tabakfirma. Er gründete um 1847 mit F. W. Grote die Tabakfirma Holler & Grote, mit der er große Erfolge hatte. 1852 wurde er für die Kaufmannklasse in die Bremer Bürgerschaft gewählt. Er war ab 1853 Mitglied der Wegebaudeputation und ab 1855 der Deputation für die Deichordnung. Von 1854 bis 1860 war er Administrator der Bürgerschaft für das St.-Remberti-Stift. Bei der St. Remberti-Gemeinde war er ab 1845 Diakon und ab 1855 bis 1868 Kirchenvorstand. 1859 wurde er Mitglied der Handelskammer Bremen. Seine Kandidatur zum Senator von Bremen (1860) war erfolglos. 1860/61 erkrankte er an Lungentuberkulose und legte seine politischen Ämter nieder. Er verbrachte die folgenden vier Winter im Süden in Hyères und in Pau (beide in Südfrankreich) und gesundete bis 1865. Seine Firma florierte und erweiterte den Handel mit Tabak, Baumwolle und Petroleum.

### Bürgerparkmitgründer
Holler war u. a. ab 1853 in der Deputation für die Bürgerweide. 1855 wurden auf Hollers Initiative die südlichen (Eichenallee) und östlichen Randwege an der Bürgerweide angelegt und begrünt und 1858 bereits auf der Bürgerweide verschiedene Baumgruppen gepflanzt. Im Sommer 1865 fand das Zweite Deutsche Bundesschießen auf der kahlen Bürgerweide statt. Die Teilnehmer litten unter der starken Hitze. Es kam die Idee eines Schießstandes unter Bäumen auf. Hauptideengeber war Holler. 1865 wurde der Verein zur Bewaldung der Bürgerweide – der heutige Bürgerparkverein – gegründet. Holler war danach ein wichtiger Förderer des Bürgerparks.

## Ehrungen
- Die frühere Eichenallee im Süden des Bürgerparks wurde 1869 nach ihm zur Hollerallee umbenannt.
- Der Hollersee vor dem Parkhotel Bremen wurde nach ihm benannt.